# Pseudocella wieseri
Pseudocella wieseri är en rundmaskart som beskrevs av Hope 1967. Pseudocella wieseri ingår i släktet Pseudocella och familjen Leptosomatidae. Inga underarter finns listade i Catalogue of Life.